# Сушаць
42°46′ пн. ш. 16°31′ сх. д. / 42.76° пн. ш. 16.51° сх. д.
Сушаць (хорв. Sušac) – безлюдний острів і колишній населений пункт у Хорватії, в Дубровницько-Неретванській жупанії у складі громади Ластово.

## Населення
Населення за даними перепису 2011 року становило 0 осіб.
Динаміка чисельності населення поселення: